# ریورساید، نیوجرسی
ریورساید (به انگلیسی: Riverside Township) شهری در ایالت نیوجرسی کشور ایالات متحده آمریکا است که جمعیت آن در سرشماری سال ۲۰۱۰ میلادی، ۸٬۰۷۹ نفر بوده‌است.